# Al-Káida
Az al-Káida (arabul القاعدة, al-Qāʿida) egy radikális iszlamista terrorszervezet, amelyet Oszáma bin Láden alapított és vezetett haláláig. Célja elsősorban az Egyesült Államok, de általában véve is a nyugati világ és Izrael, valamint a nyugatbarát iszlám országok meggyengítése, illetve megsemmisítése.

## Neve
Az al-Káida szó arab eredetű, az „ülni” jelentésű kaada (qaʿada – قعد) igéből képzett névszó, formailag nőnemű folyamatos melléknévi igenév. Mivel a nőnemű alakok többes számot is kifejezhetnek, így jelentése „ülők”. A szóalak azonban önálló főnévként is működik, itt jelentése: „bázis”.

## Szervezeti struktúra és tagság

### A szervezet és tevékenysége
Az al-Kaidát az teszi különösen veszélyessé, hogy biztos anyagi hátterű, egymással laza összeköttetésben álló, meglehetősen önálló, nehezen felderíthető szervezetekből áll. Franchise-jellegűen épül fel. Feltételezések szerint alvó ügynökei révén a világ 50–60 országában is jelen lehet.
Számos nagyon súlyos merényletért teszik felelőssé. Ezek közé tartozik például a New York-i Világkereskedelmi Központ elleni 1993-as robbantásos merénylet, az USA kenyai és tanzániai nagykövetségének 1998-as felrobbantása (225 halott, több száz sebesült), a New York-i Világkereskedelmi Központ (angolul World Trade Center, WTC) elleni repülőgépes támadás 2001. szeptember 11-én (több ezer halott, illetve sebesült), és feltételezések szerint az al-Káidának köze volt a 2004. március 11-ei madridi robbantás-sorozathoz is.

### Vezetői
- 1988–2011: Oszáma bin Láden
- 2011–2022: Ajmán az-Zaváhiri[1]

## Története
Egy gazdag szaúd-arábiai vállalkozó, Oszáma bin Láden hozta létre 1988-ban a Szovjetunió ellen Afganisztánban harcolt veteránokból. Fennállása során több ezer terroristát képzett ki elsősorban afganisztáni táborokban. 1979-től maga Oszáma bin Láden is részt vett az afganisztáni harcokban és a szovjetek elleni ellenállás szervezésében. Később hathatósan támogatta a tálibokat.

### 2001. szeptember 11-ei terrortámadás és az Egyesült Államok válasza
2001. szeptember 11-én az al-Káida eltérített 4 utasszállító repülőgépjáratot. Két gép a Világkereskedelmi Központ ikertornyaiba csapódott, egy pedig a Pentagon épületére zuhant. A negyedik gép Pennsylvaniában zuhant le, ennek utasai megakadályozták, hogy a géprablók a Capitoliumba irányítsák. A Világkereskedelmi Központ elpusztult, helyére One World Trade Center néven új épületet emeltek. A Világkereskedelmi Központ 3, 4, 5, 6, 7 épületeit lebontották, helyükre megépítették újra a World Trade Center 3, 4, 5, 7 épületeit.
A CIA 2010 augusztusában jelentette Barack Obama amerikai elnöknek, hogy feltehetően Oszáma bin Láden nyomára bukkantak. A hírszerzés jelentései szerint egy pakisztáni létesítményben bujkált. Megtervezték az akciót, napokig figyelték a búvóhelyét, majd Obama engedélyt adott a célpont likvidálására. 2011. május 1-jén, éjszaka ütöttek rajta rejtekhelyén, majd a Navy Seal alakulatnak sikerült végeznie vele.

### 2011 óta
Oszáma bin Láden 2011-es megölése után alvezére, Ajmán az-Zaváhiri lett az új vezető. Ekkorra a szervezet már meggyengült és nem tudta felvenni a versenyt a nála is véresebb módszereket alkalmazó Iszlám Állammal, ezért a nagy, látványos akciók helyett a helyi iszlamista mozgalmakat kezdte támogatni. 
Az-Zaváhirit 2022. július 31-én reggel ölte meg egy CIA által üzemeltetett drón Kabulban egy MQ–1B Predator drónról indított Hellfire R–9X rakétával. A különleges rakéta nem tartalmaz robbanóanyagot. A nagyjából 50 kg-os eszközből közvetlenül a célba érés előtt óriási pengék csapódnak ki, amelyek a felszabaduló kinetikus energia hatására miszlikbe aprítják az áldozatot.